# Nejlepší statistika (+/−) 1. české hokejové ligy
Toto je seznam statistiky nejlepších hráčů v 1. české hokejové ligy pobytu na ledě +/−, pokud hráč je na ledě a jeho tým vstřelí branku získá +1 bod, pokud hráč je na ledě a obdrží branku naopak dostane -1 bod. Sčítání statistik provádí web hokej.cz, který zaznamenává statistiky od roku 1999.

## Seznam nejlepších hráčů

### Základní část
| Sezóna    | Vítěz                          | Klub                                | Počet branek |
| --------- | ------------------------------ | ----------------------------------- | ------------ |
| 1999/2000 | Daniel Zápotočný               | HC Dukla Jihlava                    | +18          |
| 2000/2001 | Valdemar Jiruš Richard Cachnín | Bílí Tygři Liberec HC Dukla Jihlava | +25          |
| 2001/2002 | Angel Krstev                   | Bílí Tygři Liberec                  | +29          |
| 2002/2003 | Patrik Fink                    | HC Vagnerplast Kladno               | +18          |
| 2003/2004 | Marian Morava                  | HC Dukla Jihlava                    | +28          |
| 2004/2005 | Václav Prospal                 | HC České Budějovice                 | +57          |
| 2005/2006 | Oldřich Bakus                  | HC Dukla Jihlava                    | +28          |
| 2006/2007 | Jaroslav Roubík                | HC VČE Hradec Králové               | +31          |
| 2007/2008 | František Bombic               | KLH Chomutov                        | +33          |
| 2008/2009 | Michal Jeslínek                | KLH Chomutov                        | +28          |
| 2009/2010 | Roman Němeček                  | HC Slovan Ústečtí Lvi               | +33          |
| 2010/2011 | David Havíř                    | KLH Chomutov                        | +26          |
| 2011/2012 | Jan Klobouček                  | HC Slovan Ústečtí Lvi               | +44          |
| 2012/2013 | Jaroslav Roubík                | HC Slovan Ústečtí Lvi               | +36          |
| 2013/2014 | Ctirad Ovčačík                 | BK Mladá Boleslav                   | +40          |
| 2014/2015 | Nikola Gajovský                | Piráti Chomutov                     | +27          |
| 2015/2016 | Vítězslav Bílek                | Rytíři Kladno                       | +36          |
| 2016/2017 | Tomáš Nouza                    | ČEZ Motor České Budějovice          | +27          |
| 2017/2018 | Petr Štindl                    | Rytíři Kladno                       | +31          |
| 2018/2019 | René Vydarený                  | ČEZ Motor České Budějovice          | +29          |
| 2019/2020 | Pavel Pýcha                    | ČEZ Motor České Budějovice          | +41          |
| 2020/2021 | Zach Frye                      | Rytíři Kladno                       | +28          |
| 2021/2022 | Luboš Rob                      | VHK ROBE Vsetín                     | +39          |
| 2022/2023 | Ondřej Procházka               | HC Stadion Litoměřice               | +21          |
| 2023/2024 | Vojtěch Střondala              | HC RT TORAX Poruba 2011             | +28          |
| 2024/2025 | Filip Kuťák                    | HC Stadion Litoměřice               | +21          |